# لجنة مراقبة وفيات الحجز
دُشنت لجنة مراقبة وفيات الحجز، لأول مرة، في 7 يناير 2015، إلا أن تقريرها الأول تحت اسمها الحالي صدر عام 2017. وخلفت لجنة مراقبة الوفيات في الحجز (DICWC WA)، والتي كانت مُنظمة عدالة اجتماعية تعمل من برث بأستراليا الغربية منذ عام 1996 حتى خضعت لتغيير دستوري في أوائل عام 2017. وهي مؤسسة عامة خيرية تهتم، بشكل رئيسي، بوفيات السكان الأصليين الأستراليين في الحجز.